# カスタニエ
カスタニエ （Castagniers）は、フランス、プロヴァンス＝アルプ＝コート・ダジュール地域圏、アルプ＝マリティーム県のコミューン。

## 地理
この小さな村はニソワ地方の内陸に位置し、カスタニエの名は昔旅行者に一時の休憩所を提供した、広範囲にあったクリ（châtaignier）の木に由来する。小さなコミューンの領域は緑豊かな丘の風景の中心にある。コミューンはいくつかの小さな集落で構成される。最も古いラ・マサージュ地区は、1870年に石畳の通りやアーチがつくられた。

## 歴史
フランス革命までのカスタニエはボッリリョーネ家の封土であった。

## 史跡
近代化以降も搾油用の風車が作動し、スピネリ家が管理している。
1865年、シトー会派のノートルダム・ド・ラ・ペ・ド・カスタニエ修道院が創設された。1930年にはレランス修道院の修道女たちの共同体がこの修道院に移ってきた。

## 人口統計
| 1962年 | 1968年 | 1975年 | 1982年 | 1990年 | 1999年 | 2006年 |
| ------ | ------ | ------ | ------ | ------ | ------ | ------ |
| 692    | 820    | 958    | 1076   | 1234   | 1362   | 1478   |

参照元:INSEE

## 姉妹都市
- ロッケッタ・パラフェーア、イタリア